# Koło gospodyń wiejskich
Koło gospodyń wiejskich – dobrowolna, samorządna i niezależna społeczno-zawodowa organizacja kobieca działająca głównie na terenach wiejskich, będąca przed 29 listopada 2018 r. jednym z rodzajów społeczno-zawodowych organizacji rolników.

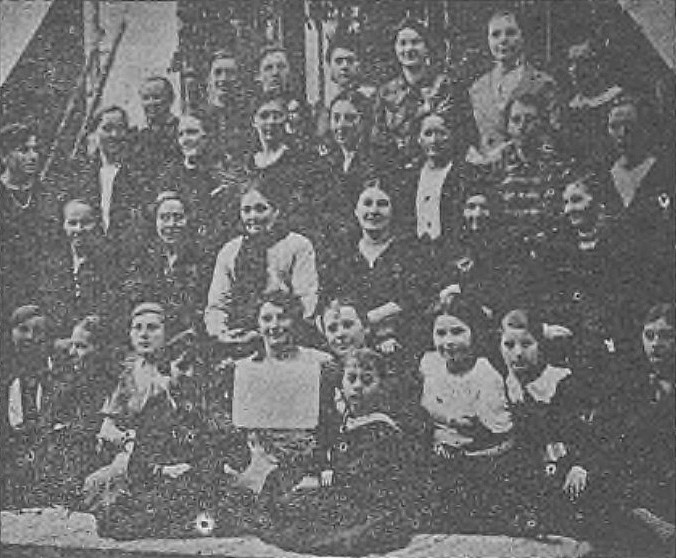
Koło Gospodyń Wiejskich w Słobódce Bołszowieckiej (ok. 1938)

Pierwsze na ziemiach polskich koło gospodyń wiejskich założyła w 1877 roku we wsi Janisławice działaczka socjalistyczna Filipina Płaskowicka, aczkolwiek podobna organizacja pod nazwą „Towarzystwo Gospodyń” działała już od 1866 roku we wsi Piaseczno na Pomorzu Gdańskim.
Działalność koncentruje się na pięciu aspektach:
1. pomocy rodzinom wiejskim w wychowaniu, kształceniu i organizacji wypoczynku dzieci i młodzieży,
2. działaniu na rzecz ochrony zdrowia i zabezpieczenia socjalnego rodzin wiejskich,
3. rozwijaniu przedsiębiorczości kobiet,
4. racjonalizowaniu wiejskiego gospodarstwa domowego,
5. zwiększaniu uczestnictwa mieszkańców wsi w dziedzinie kultury i kultywowaniu folkloru.

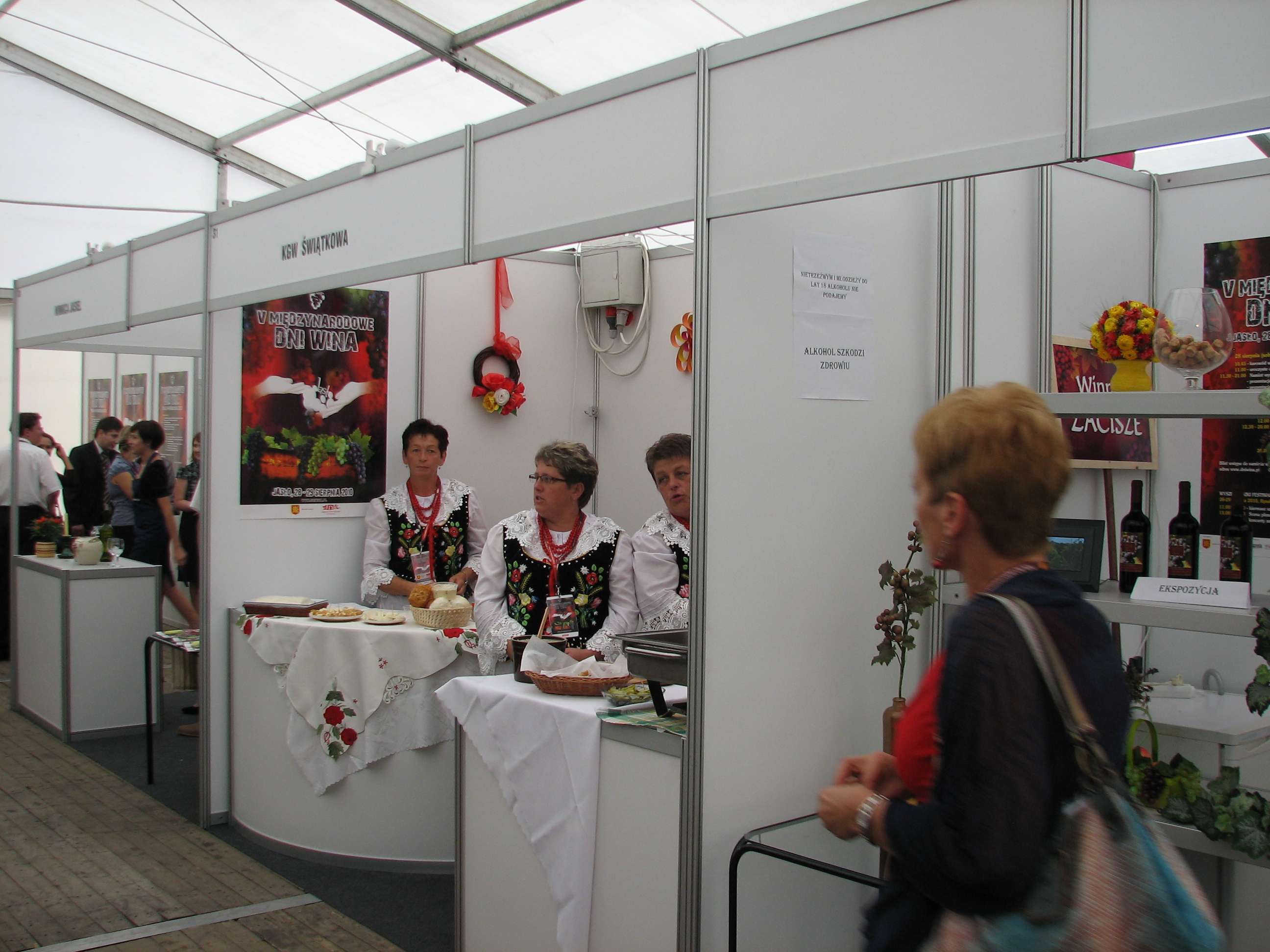
Stanowisko Koła Gospodyń Wiejskich podczas V Międzynarodowych Dni Wina w Jaśle (2010)

Przed 29 listopada 2018 r. koła gospodyń wiejskich działały na podstawie ustawy o społeczno-zawodowych organizacjach rolników oraz uchwalonych przez siebie regulaminów. W myśl tej ustawy koła gospodyń wiejskich broniły praw, reprezentowały interesy i działały na rzecz poprawy sytuacji społeczno-zawodowej kobiet wiejskich oraz ich rodzin. Były one tworzone jako wyodrębnione jednostki organizacyjne kółek rolniczych i posiadały swoją reprezentację we wszystkich ich statutowych organach. We wsiach, w których nie działały kółka rolnicze, koła gospodyń wiejskich tworzono jako samodzielne kółka rolnicze i w takim wypadku mogły posiadać osobowość prawną; istniała także możliwość powołania koła gospodyń wiejskich w formie stowarzyszenia zwykłego lub rejestrowego.
Od 29 listopada 2018 podstawą prawną działania kół gospodyń wiejskich jest ustawa o kołach gospodyń wiejskich. Koło ma osobowość prawną i podlega wpisowi do Krajowego Rejestru Kół Gospodyń Wiejskich. Wpisu dokonuje Prezes Agencji Restrukturyzacji i Modernizacji Rolnictwa. Koło działa na podstawie statutu. Na terenie jednej wsi może działać tylko jedno koło. Koło posiada zebranie członków i zarząd wybierany przez to zebranie.
Ministerstwo Inwestycji i Rozwoju wspiera i promuje działalność Kół Gospodyń Wiejskich, w szczególności w zakresie wszechstronnego rozwoju obszarów wiejskich, a także uczestniczy w procesie przyznawania pomocy finansowej.
Na czele wszystkich kół stoi Krajowa Rada Kół Gospodyń Wiejskich, której przewodniczącą jest obecnie Bernadetta Niemczyk. Razem z kółkami rolniczymi i branżowymi organizacjami rolniczymi koła gospodyń wiejskich tworzą Krajowy Związek Rolników, Kółek i Organizacji Rolniczych (KZRKiOR).
16 kwietnia 1999 roku na spotkaniu z prezydentem Aleksandrem Kwaśniewskim osiem członkiń organizacji zostało uhonorowanych drugim pod względem precedencji (starszeństwa) polskim odznaczeniem cywilnym Orderem Odrodzenia Polski. Krzyż Komandorski ww. orderu otrzymała Kazimiera Goławska, a siedmiu innym członkiniom Kół Gospodyń Wiejskich wręczono Krzyże Kawalerskie OOP. Jedna członkini uhonorowana została Złotym Krzyżem Zasługi.